# Contribution de solidarité pour l'autonomie
Pour les articles homonymes, voir CSA.
La contribution de solidarité pour l’autonomie (CSA) est une cotisation sociale en France instituée le 30 juin 2004, qui participe au financement de la Caisse nationale de solidarité pour l'autonomie. Sa création a entraîné l’augmentation du plafond de la durée légale annuelle de travail, au titre de la journée de solidarité envers les personnes âgées.

## Histoire
À la suite de la période de canicule de l’été 2003 qui a entraîné une surmortalité de 15 000 personnes, dont 82 % étaient des personnes âgées de plus de 75 ans, le gouvernement français dirigé par Jean-Pierre Raffarin décide de la création d’une ressource destinée à assurer le financement des actions de solidarité en faveur des personnes âgées et des personnes handicapées. Un projet de loi dans ce sens est présenté au parlement, et est adopté en juin 2004. Il prévoit la création d’une nouvelle caisse chargée de répartir le produit des différentes ressources affectées à la prise en charge de la perte d’autonomie et des soins des personnes âgées et handicapées, la Caisse nationale de solidarité pour l’autonomie, et la création d’une ressource nouvelle sous la forme d’une contribution nouvelle dont l’assiette est la même que les cotisations patronales d’assurance maladie, la contribution de solidarité pour l’autonomie.